# Serie B 1953-1954 (pallacanestro femminile)
La Serie B 1953-54 è stata il secondo livello del 23º campionato italiano di pallacanestro femminile.
È stato impostato in 4 gironi all'italiana su base inter-regionale. 

## Qualificazioni - Girone A
Partecipanti: Fari Padova (Padovasport), Nazario Sauro Trieste, Michelin Trento, E.N.A.L. Treviso, Internazionale Trieste

### Risultati
| Risultati girone A        | ITR   | TRV   | TRN   | NTR   | PAD   |
| ------------------------- | ----- | ----- | ----- | ----- | ----- |
| Internazionale Trieste    |       | 43-32 | 45-44 | 23-21 | 53-19 |
| E.N.A.L. Treviso          | 43-57 |       | ??    | ??    | 36-34 |
| Michelin Trento           | 27-30 | 25-22 |       | 38-39 | 67-21 |
| Nazario Sauro Trieste     | 14-28 | 14-25 | 29-28 |       | 51-25 |
| Fari Padova (Padovasport) | 28-38 | P     | 41-35 | 13-16 |       |

Qualificata alla fase Finale Nazionale: Internazionale Trieste

## Qualificazioni - Girone B
Partecipanti: Fiat Torino, Unione Giovane Biella, Cestistica Savonese, GS Necchi Pavia, Fari Bergamo, Salus et Virtus Piacenza.

### Risultati
| Risultati girone B       | TOR   | BIE   | SAV   | PIA   | PAV   | BER   |
| ------------------------ | ----- | ----- | ----- | ----- | ----- | ----- |
| Fiat Torino              |       | 37-43 | ??    | 37-32 | 45-25 | 55-27 |
| Unione Giovane Biella    | V     |       | 32-25 | ??    | 53-36 | 41-37 |
| Cestistica Savonese      | ??    | ??    |       | ??    | ??    | 51-24 |
| Salus et Virtus Piacenza | 16-24 | 31-27 | ??    |       | ??    | ??    |
| GS Necchi Pavia          | 28-36 | ??    | 35-38 | 48-32 |       | 55-26 |
| Fari Bergamo             | ??    | ??    | ??    | 37-27 | ??    |       |

### Classifica
|  |    | Classifica Serie B Girone B | Pt | G  | V | N | P  | PtF | PtS |
|  | -- | --------------------------- | -- | -- | - | - | -- | --- | --- |
|  | 1. | Fiat Torino                 | 16 | 10 | 8 | 0 | 2  |     |     |
|  | 2. | Unione Giovane Biella       | 11 | 10 | 6 | 1 | 3  |     |     |
|  | 3. | Cestistica Savonese         | 11 | 10 | 5 | 1 | 4  |     |     |
|  | 4. | Salus et Virtus Piacenza    | 10 | 10 | 5 | 0 | 5  |     |     |
|  | 5. | GS Necchi Pavia             | 8  | 10 | 4 | 0 | 6  |     |     |
|  | 6. | Fari Bergamo                | 2  | 10 | 1 | 0 | 11 |     |     |

Qualificata alla fase Finale Nazionale: Fiat Torino

## Qualificazioni - Girone C
Partecipanti: Giocattolo Scudetto Bologna, Smart Ancona, Fari Roma, Zoboli Modena, Libertas Livorno, Cestistica Bologna

### Risultati
| Risultati girone C          | CBO   | GBO   | ANC   | ROM   | MOD   | LIV   |
| --------------------------- | ----- | ----- | ----- | ----- | ----- | ----- |
| Cestistica Bologna          |       | 50-28 | 43-31 | 40-24 | 68-24 | ??    |
| Giocattolo Scudetto Bologna | 26-36 |       | 41-34 | 41-29 | 33-24 | 27-36 |
| Smart Ancona                | 41-48 | 41-22 |       | 60-33 | 36-22 | 32-31 |
| Fari Roma                   | 42-44 | 30-21 | 56-32 |       | 34-49 | 34-28 |
| Zoboli Modena               | 18-49 | 18-17 | 49-49 | ??    |       | ??    |
| Libertas Livorno            | 33-24 | 27-16 | 34-33 | 22-26 | 50-31 |       |

Qualificata alla fase Finale Nazionale: Cestistica Bologna

## Qualificazioni - Girone D
Partecipanti: Maurolico Messina, Pall. Napoli, Marcacci Napoli, CUS Palermo, Partenope

### Risultati
| Risultati girone D | MES   | PNA   | MNA   | PAL   | PAR   |
| ------------------ | ----- | ----- | ----- | ----- | ----- |
| Maurolico Messina  |       | 34-16 | 68-28 | ??    | 59-39 |
| Pall. Napoli       | 43-35 |       | 34-31 | 26-25 | 23-26 |
| Marcacci Napoli    | 30-53 | 35-51 |       | 28-51 | ??    |
| CUS Palermo        | 35-45 | 30-32 | ??    |       | 37-22 |
| Partenope          | 26-31 | 29-27 | 39-20 | 37-42 |       |

Qualificata alla fase Finale Nazionale: Maurolico Messina

## Finale Nazionale
Torneo disputato a Roma dal 7 al 9 maggio 1954

### Calendario
| unica  | unica | 1ª giornata       |
|        |       |                   |
| 7 mag. | 37-35 | Trieste - Bologna |
| 7 mag. | 44-32 | Torino - Messina  |

| unica  | unica | 2ª giornata       |
|        |       |                   |
| 8 mag. | 55-33 | Trieste - Messina |
| 8 mag. | 30-26 | Bologna - Torino  |

| unica  | unica | 1ª giornata       |
|        |       |                   |
| 7 mag. | 37-35 | Trieste - Bologna |
| 7 mag. | 44-32 | Torino - Messina  |

| unica  | unica | 2ª giornata       |
|        |       |                   |
| 8 mag. | 55-33 | Trieste - Messina |
| 8 mag. | 30-26 | Bologna - Torino  |

| \| unica \| unica \| 3ª giornata \| \| \| \| \| \| 9 mag. \| 36-49 \| Messina - Bologna \| \| 9 mag. \| 43-43 \| Torino - Trieste \| |       |                   |
| unica | unica | 3ª giornata       |
| |       |                   |
| 9 mag. | 36-49 | Messina - Bologna |
| 9 mag. | 43-43 | Torino - Trieste  |

| unica  | unica | 3ª giornata       |
|        |       |                   |
| 9 mag. | 36-49 | Messina - Bologna |
| 9 mag. | 43-43 | Torino - Trieste  |

### Classifica
|  | Pos. | Squadra                | Pt | G | V | N | P | PtF | PtS |
|  | ---- | ---------------------- | -- | - | - | - | - | --- | --- |
|  | 1.   | Internazionale Trieste | 5  | 3 | 2 | 1 | 0 | 135 | 111 |
|  | 2.   | Cestistica Bologna     | 4  | 3 | 2 | 0 | 1 | 114 | 99  |
|  | 3.   | Fiat Torino            | 3  | 3 | 1 | 1 | 1 | 113 | 105 |
|  | 4.   | Maurolico Messina      | 0  | 3 | 0 | 0 | 3 | 101 | 148 |

Legenda:
      Promossa in Serie A 1954-1955.
 Non partecipa alla Serie A 1954-1955.
Regolamento:
Due punti a vittoria, uno al pareggio, zero alla sconfitta.
A parità di punti, la classifica si determina conteggiando la maggior differenza punti.

## Verdetti
- Internazionale Trieste campionessa di Serie B.
Zucchiatti, Jermann, Della Pietra, Vascotto, Sancin, Civietina, Lah, Tranchina, Canovari, Nasciguerra[1]
- Promossa in Serie A 1954/55: Cestistica Bologna